# 神大市比賣
神大市比賣或神大市姬（カムオオイチヒメ）乃《古事記》之記述，祂是日本神話裡的女神，一般日本神社多以大歲御祖神（オオトシミオヤノカミ）稱呼之。

## 概要

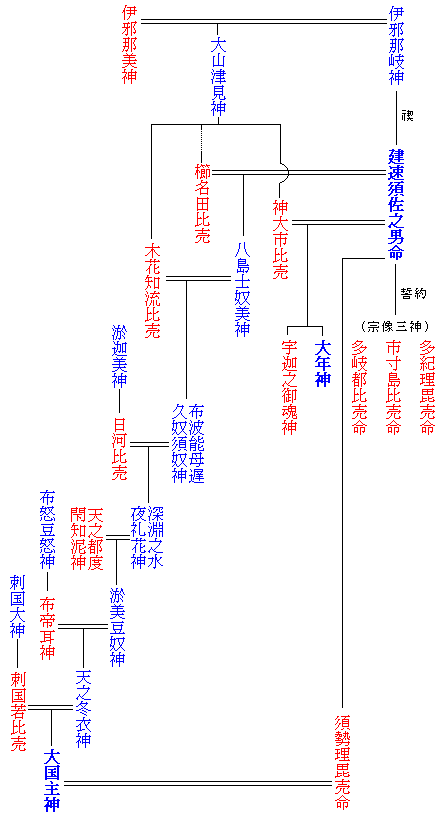
須佐之男的系譜

### 古事記之記載
根據《古事記》上卷之記錄，建速須佐之男命娶櫛名田比賣為妻，生下八島士奴美神；接著又娶大山津見神之女神大市比賣，生下大年神，又生宇迦之御魂神。

## 解說
神名裡的「大市」即為大和國、伊勢國、備中國等地名的由來，「神大市」則解釋成「神聖的大市場」，故為商業市場的守護神。加上該女神和建速須佐之男命生下的大年神、宇迦之御魂神皆屬農耕神、食物神，神大市比賣也被當作農業守護神而膜拜。

## 信仰
在日本主祭神大市比賣的神社計有下述：
- 市比賣神社（京都府京都市下京區）
- 大歳御祖神社（靜岡縣靜岡市葵區）
- 大内神社（岡山縣備前市）

## 內部連結
- 素戔嗚尊
- 大山津見
- 宇迦之御魂神

## 外部連結
- （日語）市比賣神社 （页面存档备份，存于）
- （日語）神大市姫神 （页面存档备份，存于）